# Jammalamadugu
Jammalamadugu là một thị trấn thống kê (census town) của quận Cuddapah thuộc bang Andhra Pradesh, Ấn Độ.

## Địa lý
Jammalamadugu có vị trí 14°50′B 78°24′Đ / 14,83°B 78,4°Đ Nó có độ cao trung bình là 169 mét (554 feet).

## Nhân khẩu
Theo điều tra dân số năm 2001 của Ấn Độ, Jammalamadugu có dân số 40.502 người. Phái nam chiếm 49% tổng số dân và phái nữ chiếm 51%. Jammalamadugu có tỷ lệ 64% biết đọc biết viết, cao hơn tỷ lệ trung bình toàn quốc là 59,5%: tỷ lệ cho phái nam là 74%, và tỷ lệ cho phái nữ là 54%. Tại Jammalamadugu, 11% dân số nhỏ hơn 6 tuổi.